# Cydia deshaisiana
Cydia deshaisiana är en liten fjäril i familjen vecklare som förekommer i Mexiko. Dess larv lever i frukter från Sebastiania pavoniana, en växt i familjen törelväxter. För att skydda sig mot uttorkning kan larven om den utsätts för allt för hög värme, till exempel på grund av att frukten hamnat i direkt sol, genom sina rörelser få även frukten att röra sig. Genom att kunna flytta bort den frukt den lever ifrån den starkaste solen ökar larven sin chans att överleva, eftersom uttorkning kan döda den. Det förekommer att frukterna med larver av den här fjärilen inuti säljs som hoppande bönor.
Som andra fjärilar har denna lilla vecklare en utveckling som omfattar ett puppstadium. Innan förpuppningen gör larven ett hål i frukten som sedan täcks med silke. Detta för att den fullbildade fjärilen, vilken saknar käkar, skall kunna ta sig ut ur frukten. Den fullbildade fjärilen, imagon, är gråaktig och har en vingbredd på 18-25 millimeter.